# Villa di Chiavenna
Villa di Chiavenna (Vila de Ciàvena in dialetto chiavennasco) è un comune italiano di 974 abitanti della provincia di Sondrio in Lombardia.
Nel suo territorio, collocato nella Val Bregaglia, scorre il fiume Mera che crea un bacino artificiale che alimenta una centrale idroelettrica.

## Storia
Il comune fu creato dai Grigioni nel 1584 e reso effettivo una generazione dopo il 10 dicembre 1608 quando fu effettivamente tracciato il confine che lo divise da Piuro.
Nel 1797 aderì alla Repubblica Cisalpina, poi denominata Repubblica Italiana.

### Simboli
Lo stemma e il gonfalone sono stati concessi con decreto del presidente della Repubblica del 9 aprile 2008.
Il gonfalone è un drappo di bianco.

## Società

### Evoluzione demografica
Abitanti censiti